# Lex Oostendorp
A.C. (Lex) Oostendorp was van 11 februari 2010 tot 29 november 2012 inspecteur-generaal der Krijgsmacht.
Oostendorp volgde vice-admiraal Michiel van Maanen op, die met functioneel leeftijdsontslag ging.
In de functie van inspecteur-generaal der Krijgsmacht adviseerde Oostendorp de minister van Defensie. Hij was tevens inspecteur der Veteranen.
Hiervoor was Oostendorp, in de rang van generaal-majoor, directeur Directie Operaties van de Defensiestaf. In deze functie was hij bezig met alle missies waar de Nederlandse krijgsmacht een bijdrage in had. Ook was hij plaatsvervangend commandant Landstrijdkrachten. Bij zijn vertrek werd hij benoemd tot officier in de Orde van Oranje-Nassau met de zwaarden.